# دنيس أودونيل
دنيس أودونيل (بالإنجليزية: Dennis O'Donnell)‏ (1880 في المملكة المتحدة - ) هو لاعب كرة قدم بريطاني (وحمل سابقاً جنسية المملكة المتحدة لبريطانيا العظمى وأيرلندا) في مركز الهجوم. لعب مع كوينز بارك رينجرز ونادي سندرلاند ونوتس كاونتي ولينكولن سيتي أف سي ونادي ويلينجتون ونادي برادفورد بارك أفنيو.